# Старий музей
Стари́й музе́й (нім. Altes Museum) — музей в Берліні (Німеччина) на Музейному острові.
До 1845 року мав назву Королівський музей (нім. Königliches Museum). Будівлю музею зведено в 1822—30 рр. архітектором Карлом Фрідріхом Шинкелем в неокласичному стилі для розміщення художньої колекції родини пруських королів.
Після реставрації 1966 року в музеї розміщено колекцію предметів мистецтва античності.

## Будівля музею
Як зразок для будівництва будівлі музею була обрана стоя в Афінах. Іонічний ордер служить прикрасою колон головного фасаду будівлі, інші три фасаду складені з цегли й каменю. Будівля височить над прилеглою територією, розташовуючись на постаменті, що придає йому значний вид. Підвищення допомагало уберегти будівлю музею від повеней, що траплялись на острові. Русло річки Шпрее, що омиває Музейний острів, було змінено архітектором для збільшення простору при будівництві музею, була проведена необхідна розбудова доріг, мостів і каналів. Спочатку купол будівлі був побудований у формі точної півсфери, зразком для якого послужив купол римського Пантеону. Він був зроблений невидимим для зовнішнього спостерігача через близькість до берлінського кафедрального собору (стара будівля).

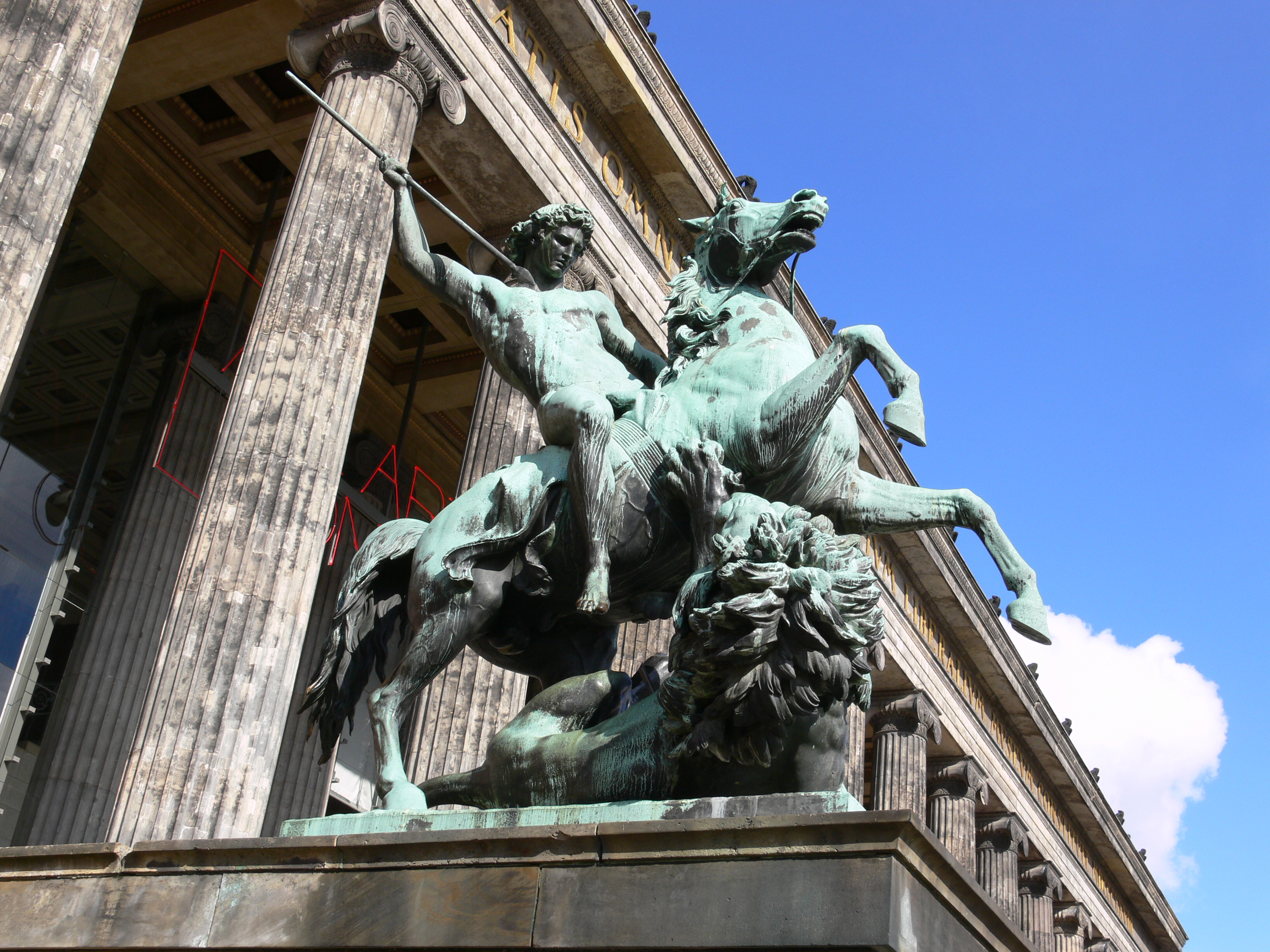
«Боєць з левом»

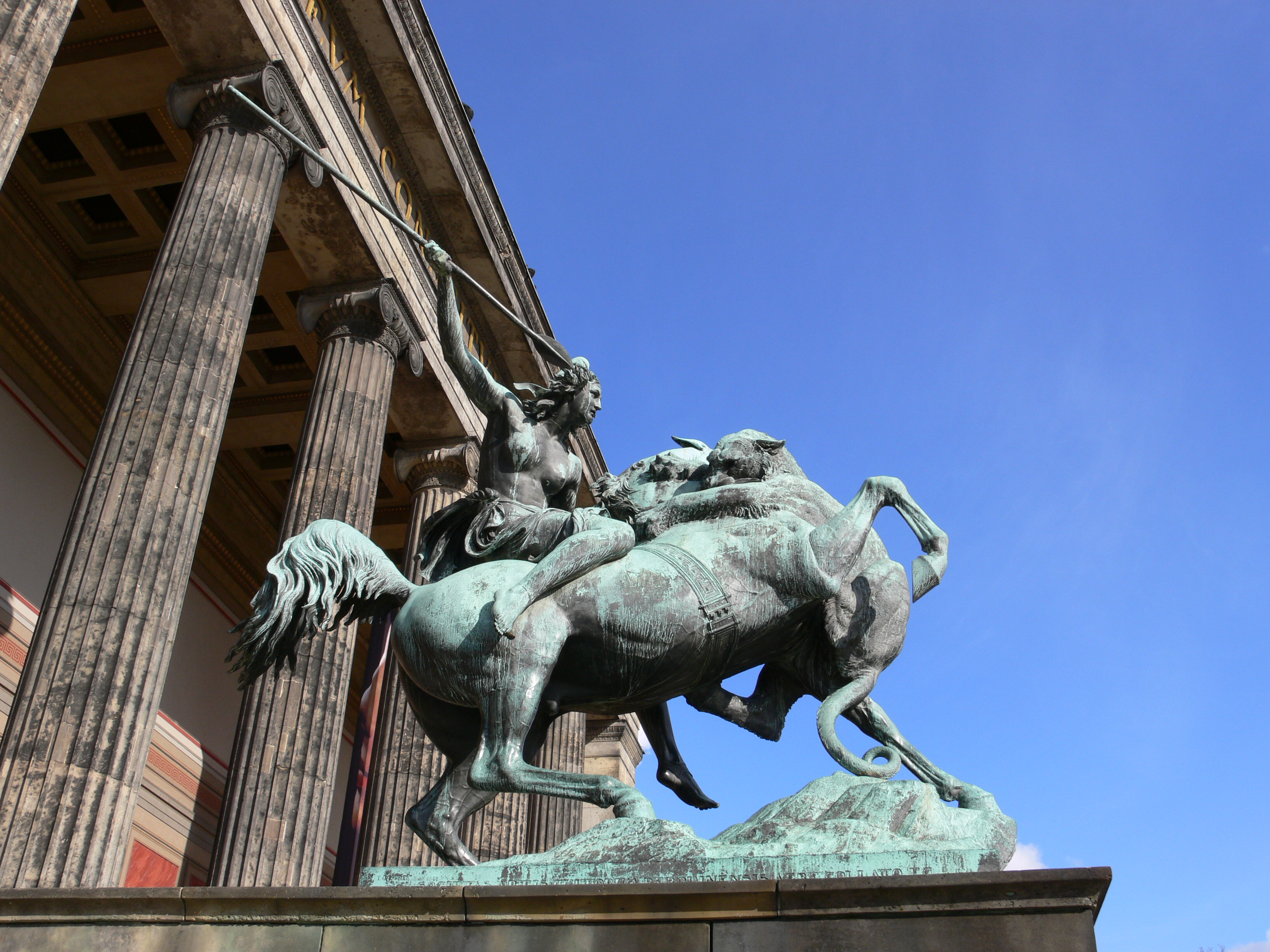
«Воююча амазонка»

Обабіч сходів, які ведуть до головного входу, встановлені кінні статуї, виконані Альбертом Вольфом (Albert Wolff, 1814—1892), статуя «Боєць з левом» (Löwenkämpfer) ліворуч, і Августом Кіссом (August Kiß, 1802—1865), статуя «Воююча амазонка» (Kämpfende Amazone) праворуч. Перед сходами в центрі встановлена гранітна ваза, виліплена Крістіаном Ґотлібом Кантіаном (Christian Gottlieb Cantian, 1794—1866).
На фризі будівлі напис:FRIDERICVS GVILHELMVS III. STVDIO ANTIQVITATIS OMNIGENAE ET ARTIVM LIBERALIVM MVSEVM CONSTITVIT MDCCCXXVIII.

## Історія
Початок зібранню музею поклала колекція прусського короля Фрідріха Вільгельма III. У 1830 році музей був відкритий для публічного відвідування. Колекція з часом поповнювалася іншими цінними творами мистецтва, в XIX—XX століттях до неї передавалися матеріали з археологічних експедицій німецьких вчених.

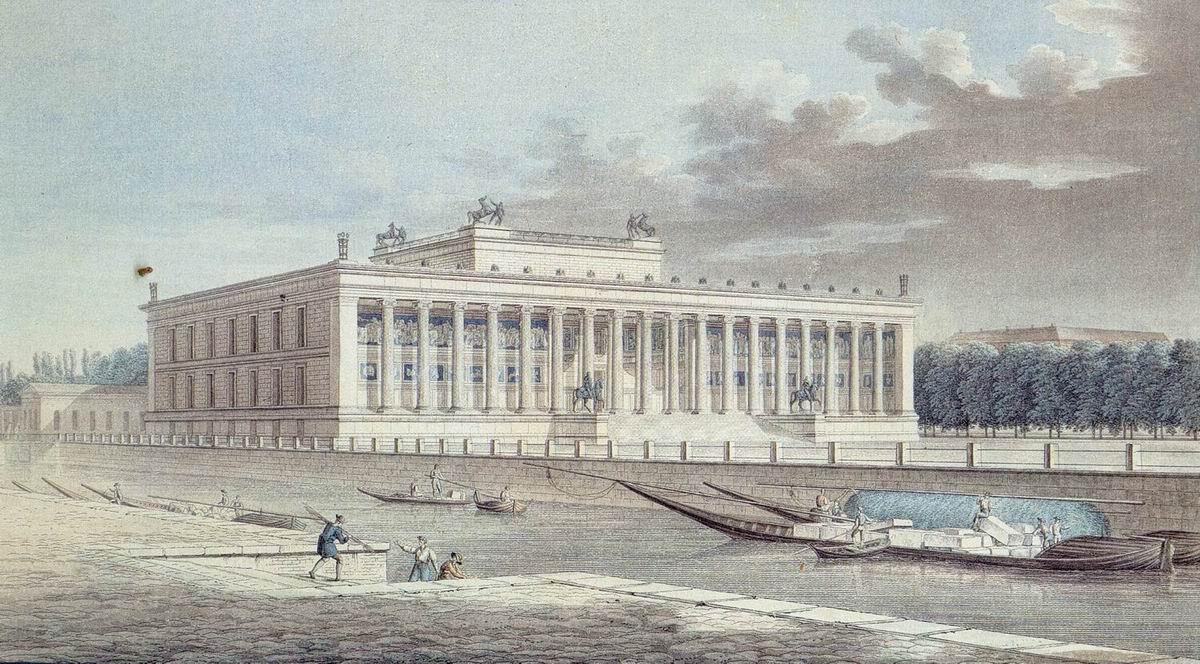
«Старий музей». Гравюра Ф. А. Тіле, 1830

Під час Другої світової війни музей сильно постраждав, в 1966 році була проведена реставрація, під час якої купол будівлі був перебудований у формі напівеліпса, і музей був знову відкритий для відвідування.

## Колекція
У зібранні представлені предмети античного мистецтва Стародавньої Греції і Стародавнього Риму.